# ريجينا كامومبيلا
ريجينا كامومبيلا مواليد 6 يوليو 1970، هي لاعبة كرة يد أنغولية. مثلت منتخب أنغولا لكرة اليد للسيدات. شاركت في دورة الألعاب الأولمبية الصيفية سنة 2000.

## سجل المنافسة
شاركت في البطولات التالية:
- الألعاب الأولمبية الصيفية 2000

## روابط خارجية
- ريجينا كامومبيلا على موقع اللجنة الأولمبية الدولية (الإنجليزية)
- ريجينا كامومبيلا على موقع أوليمبيديا (الإنجليزية)